# Сіркобактерії
Сіркобактерії (тіобактерії) — фенотипова група бактерій та архей, що спеціалізуються на отриманні енергії за рахунок сірчаного циклу, тобто окиснення або відновлення елементарної сірки та деяких її сполук до сульфідів чи сульфатів у реакціях із воднем або органічними сполуками. Група включає представників кількох типів бактерій і багато не-метаногенних архей. Деякі сіркобактерії використовують процес анаеробного дихання для засвоювання сірки та її сполук, виробляючи газ сірководень. Загальні сполуки сірки, які використовують ці бактерії як джерело енергії, — сірководень (H2S), сірка, і тіосульфати (S2O32-). Найзагальніший кінцевий продукт окиснення сірки — сульфат (SO42-). Підкласом цих організмів є сульфат-відновлюючі мікроорганізми.
Наприклад, вид[який?] поширений у морських і наземних середовищах, окислює сірку, виробляючи сульфати, корисні для рослин, у глибоких донних опадах він виробляє сірчану кислоту, яка розчиняє метали в шахтах та пошкоджує бетон і сталь.  відновлює сульфати в напівзатоплених ґрунтах і стічній воді до сірководню, газу із запахом гнилих яєць, типовим для таких місць. Thiothrix, загальний в сірчаних джерелах і в стічній воді, як і вид[який?] обмежений багатими на сірку гарячими джерелами, відновлюють водневий сульфід до елементарної сірки. Багато видів зелених сіркобактерій (Chlorobiaceae) і пурпурових сіркобактерій використовують енергію від світла в безкисневому середовищі для перетворення сірки і її сполук на сульфати.